# Gerardo Naranjo
Gerardo Naranjo est un réalisateur mexicain né le 6 avril 1971 à Mexico.

## Biographie
Gerardo Naranjo a suivi des études de cinéma à Los Angeles. Selon Cédric Lépine, « depuis le début des années 2000, Gerardo Naranjo a fait partie de la « nouvelle vague » du cinéma mexicain ».

## Filmographie

### Courts métrages
- 2001 : Perro Negro
- 2002 : The Last Attack of the Beast

### Longs métrages
- 2004 : Malachance
- 2009 : Voy a explotar
- 2011 : Miss Bala
- 2020 : Viena and the Fantomes
- 2020 : Kokoloko